# 1975 aux États-Unis
Pour des articles plus généraux, voir Chronologie des États-Unis et 1975.
Chronologie des États-Unis
- 1971
- 1972
- 1973
- 1974
- 1975
- 1976
- 1977
- 1978
- 1979

Cette page concerne des événements d'actualité qui se sont produits durant l'année 1975 du calendrier grégorien aux États-Unis.

## Gouvernement
- Président : Gerald Ford
- Vice-président : Nelson A. Rockefeller
- Secrétaire d'État : Henry Kissinger
- Président de la Chambre des représentants : Carl Albert

## Événements
- 29 mars : Revenue Adjustement Act. Pour lutter contre la récession, Gerald Ford fait approuver par le Congrès la plus importante réduction fiscale jamais consentie (22 milliards)[1]. Baisse de l'impôt sur le revenu et sur les sociétés de 10 %. Augmentation de 16 % du montant des déductions fiscales. Création du Earned Income Tax Credit, crédit d’impôt ciblé sur les foyers des ménages modestes. Surtaxe temporaire de 10 % sur le capital.
- 29 avril : 
  - Le gouvernement Sud-vietnamien réclame d'urgence une aide de 700 millions de dollars pour lutter contre l'invasion nord-vietnamienne, refusée par le Congrès des États-Unis.
  - Opération Frequent Wind. Le président Gérald Ford, devant l'avancée des troupes du Nord-Vietnam, ordonne l’évacuation du personnel américain présent à Saigon. Un millier d'hélicoptère et d'avions auront évacué 7 700 personnes à la fin de l'opération le 30 avril.
- 30 avril : chute militaire de Saigon, la capitale Sud-vietnamienne, dans l'indifférence totale des États-Unis. Elle clôt une guerre (directe et indirecte) de 20 ans et se solde par une défaite américaine totale (Réunification du Vietnam par la force du Nord communiste au détriment du Sud capitaliste).
- 1er mai (Mayday, en anglais) : suppression des commissions fixes sur les transactions sur valeurs mobilières aux États-Unis, qui déclenche la spectaculaire croissance des marchés financiers.
- 1er juillet : le Congrès vote la fin de toute aide financière au Sud-Vietnam.
- 30 juillet : disparition de Jimmy Hoffa.
- 22 septembre : ouverture du procès de Ronald DeFeo Jr. qui, dans une maison d'Amityville, assassina les six membres de sa famille avec un fusil 35 mm le 13 novembre 1974. Lors de ce procès, il dira avoir été possédé par une voix qui lui aurait ordonné de tuer. Il sera condamné à 125 ans de prison. (Ce fait divers serait à l'origine du film The Amityville House en 1980).
- 20 octobre : accord commercial entre l’Union soviétique et les États-Unis[2].
- 9 novembre : naufrage du navire SS Edmund Fitzgerald au Lac Supérieur.
- 15 novembre : au Premier sommet du G6, Henry Kissinger accepte l’ouverture d’un « dialogue Nord-Sud » prôné par les Français.
- 23 novembre : le congrès américain officialise le système métrique mais ne l'utilisera jamais (Métrification aux États-Unis).
- 22 décembre : Energy Policy and Conservation Act. Dérégulation partielle des prix sur le pétrole et levée du contrôle sur les prix institué par le président Nixon, qui aboutit à l'embargo des États-Unis sur les exportations de produits pétroliers.

## Économie et société
- La commission d'enquête House Un-American Activities Committee, qui s'est rendue célèbre lors de l'épisode du Maccarthysme est supprimé par la chambre des Représentants.
- Le chômage atteint 8,3 % de la population active (5,6 % en 1974).
- Amélioration de la balance commerciale (1,5 % du PIB)
- 1498,9 milliards de dollars de PNB
- Le budget fédéral diminue à 290 milliards de dollars, du fait de la récession et la Tax Reduction Act qui accordent d'importantes réductions fiscales aux ménages et aux entreprises.
- Le déficit public se creuse fortement et atteint 103 milliards de dollars (6,9 % du PIB).
- Des organismes fédéraux indépendants contrôlent la sécurité dans les moyens de transport.
- Les États-Unis exportent pour 9,5 milliards de dollars d’armement.
- Le budget de la défense subit d'importantes coupes du fait des difficultés économiques et de la fin du conflit vietnamien. Il est ramené à 6,5 % du PIB (8,7 % en 1969).
- Bilan de la guerre du Vietnam :
  - 111 milliards de $ (soit 9 % du PIB) ont été consacrés au conflit
  - 9 millions d'Américains ont servi au Vietnam
  - 58 177 ont été tués
  - 153 303 ont été blessés
  - 7 millions de tonnes de bombes ont été largués durant le conflit qu'a connu le Vietnam

## Naissances en 1975
- Naissances aux États-Unis en 1975

## Décès en 1975
- Décès aux États-Unis en 1975